# Markéta Irglová
Markéta Irglová (Valašské Meziříčí, República Tcheca,  28 de fevereiro de 1988) é uma cantora, compositora, musicista e atriz tcheca.

## Primeiros anos
Irglová começou a tomar aulas de piano aos oito anos de idade e a tocar guitarra aos nove por insistência da mãe, que achava que o piano não seria prático para se carregar.

## Carreira
Irglová é membro da banda The Swell Season junto a Glen Hansard. A banda lançou seu álbum epônimo pela gravadora Overcoat Recordings em 2006. Já no ano de 2007 Irglová co-estrelou o filme independente Once, sendo também co-autora da maior parte das canções para o filme, incluindo "Falling Slowly", que recebeu o oscar de melhor canção original. O filme ganhou o World Cinema Audience Award na categoria filme de drama de 2007 no Sundance Film Festival. Irglová figurou no ano de 2007 na trilha sonora de I'm Not There com a versão da banda Swell Season para a música "You Ain't Goin' Nowhere" de Bob Dylan.

## Vida pessoal
Markéta começou um relacionamento com Hansard durante as filmagens de Once. Ela terminou o relacionamento amoroso com Hansard em 2009 e em junho de 2011 se casou com o engenheiro de som Tim Iseler. O casal vive junto na cidade de Nova Iorque.

## Discografia

### Com The Swell Season
- The Swell Season (2006)[8]
- Once (Trilha sonora) (2007)[8]
- Strict Joy (2009)[8]

### Solo
- Anar (2011)[9]
- Live From San Francisco (2012)[9]

## Cinema
- Once (2007)

## Televisão
- Episódio de The Simpsons In the Name of the Grandfather[10] (2009)

## Prêmios e indicações

### Prêmios
- Oscar 2008 - Melhor canção original com "Falling Slowly" do filme Once[11]
- Critics' Choice Award 2008 - Melhor canção com "Falling Slowly" do filme Once[11]
- Los Angeles Film Critics Association Award 2008 - Melhor trilha sonora para o filme Once[11]

### Indicações
- Grammy 2008 (50º Grammy Awards) Melhor canção composta para cinema, televisão ou outra mídia visual – "Falling Slowly" do filme Once[11]
  - Grammy 2008 (50º Grammy Awards) Melhor compilação de trilha sonora para cinema, televisão ou outra mídia visual – "Falling Slowly" do filme Once[11]